# ناحیه فرانه

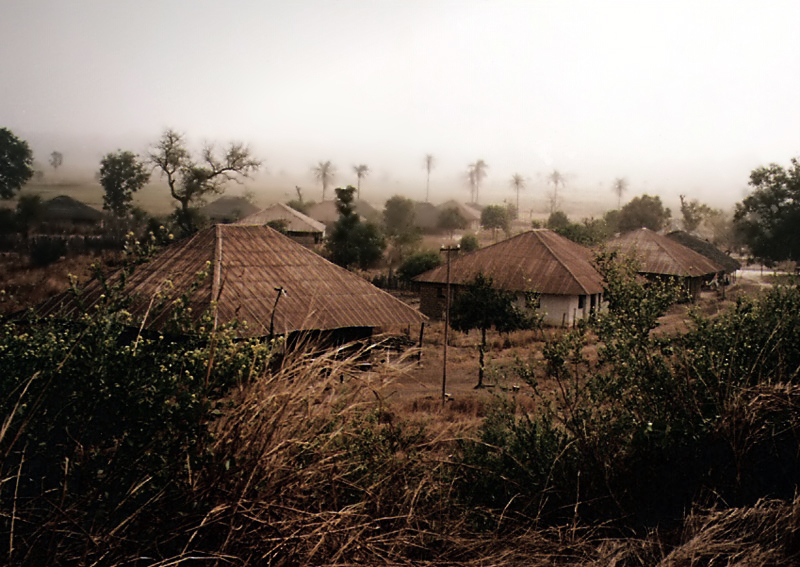

ناحیه فرانه (به لاتین: Faranah Region) یک منطقهٔ مسکونی در گینه است که در گینه واقع شده‌است. ناحیه فرانه ۳۵٬۵۸۱ کیلومتر مربع مساحت و ۹۴۲٬۷۳۳ نفر جمعیت دارد.